# طفل الرمال
طفل الرمال (بالفرنسية: L'enfant de sable )، رواية للروائي المغربي الطاهر بن جلون الحائز على جائزة الأركانة العالمية سنة 2010،كتبها باللغة الفرنسية و نشرها سنة 1985. جدير بالذكر أن هذه الرواية تبعتها و استكملتها رواية الليلة المقدسة الحاصلة على جائزة غونكور.

## القصة
قصة الرواية مُـستـوحاة من أحداث حقيقية، تحكي الرِّوايةُ حياةَ شخصٍ إسمُـهُ أحمد، هو البنـتُ الثامنةُ لأبٍ غَنِـيٍّ لم يُرزق ذكراً، فقرَّر أن يُغيِّر مجرى القدر، و يجعَلَها تَكبُرُ و تَـتَـربَّـى ولداً، ومكَّنَها مِن التسلُّطِ على إخْوتِها. حتى أنَّها تزوَّجتْ إبنتَ عمِّـها المُصابةَ بالصَّـرعِ و سَيَّـرَت أعمالَ والِدِها.

## شخصيات الرواية
- أحمد / زهراء: الشخصية المحورية، وُلدت أنثى لكن والدها ربّاها كذكر لتعويض غياب الوريث الذكر، فتعيش ازدواجية الهوية بين ما فُرض عليها وما تشعر به داخليًا؛ تمثل مأساة المرأة في مجتمع يُنكر وجودها.
- الحاج أحمد سليمان: والد أحمد، تاجر ثري، يُجسّد السلطة الأبوية والرغبة في السيطرة على المصير، يقرر أن تكون ابنته ذكرًا مهما كانت الحقيقة البيولوجية.
- فاطمة: ابنة عم أحمد، تعاني من اضطرابات عقلية، وتُزوّج لأحمد في إطار زواج شكلي يُكرّس التناقضات الاجتماعية.
- الراوي / الحكواتي: شخصية سردية تتنقل بين الحكاية والتأمل، يُقدّم الرواية كدفتر مذكرات سري، مما يُضفي طابعًا أسطوريًا وغامضًا على الأحداث.

## اقتباسات من الرواية
"سيكون وليدك ذكراً، رجلاً، وسيكون اسمه أحمد حتى لو كان أنثى! لقد رتبت كل شيء، وحسبت حساب كل شيء." يُجسّد هذا الاقتباس قرار الأب في فرض هوية ذكورية على ابنته، تعبيرًا عن السلطة الأبوية المطلقة.
"ليس فحسب أقبل وضعيتي وأعيشها، بل أحبها، إنها تهمني، فهي تسمح لي بالحصول على امتيازات ما كنت لأعرفها أبداً."يُعبّر عن التناقض في شخصية أحمد/زهراء، بين القبول القسري والامتيازات الاجتماعية المرتبطة بالذكورة.
"كفاني ما اعتزلت. لا بد أنني تجاوزت الحدود التي فرضتها على نفسي. من عساني أكون حالياً؟ لا أجرؤ على النظر إلى نفسي في المرآة." يُبرز هذا الاقتباس التمزق النفسي والهوية الملتبسة التي تعيشها الشخصية الرئيسية.

"السر هنا، في هذه الصفحات، التي نسجت من الأقوال والصور، هي دفتر مذكرات شخص ذي أهمية وشأن." يُضفي طابعًا أسطوريًا وغامضًا على السرد، ويُبرز دور الراوي كحكواتي ينقل الحكاية من عالم الأسرار.

## أسلوب الرواية
تتميّز رواية طفل الرمال للكاتب المغربي الطاهر بن جلون بأسلوب سردي يجمع بين الواقعية السحرية والتأمل النفسي، حيث يُوظّف الكاتب لغة فرنسية شعرية مشحونة بالرمزية لتصوير الصراع الداخلي والهوية المزدوجة في مجتمع ذكوري تقليدي؛ ويعتمد البناء الروائي على تعدد الأصوات السردية، أبرزها صوت الحكواتي الذي يُقدّم القصة كدفتر مذكرات سري، مما يُضفي طابعًا أسطوريًا وغامضًا على الأحداث، كما تتنوع عناصر الرواية بين الزمن المتداخل، الشخصيات الرمزية، والمكان الرمزي، ويُبرز السرد التوتر بين الذات المفروضة والهوية الحقيقية، مما يجعل الرواية نموذجًا أدبيًا يعالج قضايا الجندر والسلطة والهوية في سياق ثقافي واجتماعي معقّد

## التحويل إلى فيلم
الليلة المقدسة (بالفرنسية: la nuit sacrée) هو فيلم فرنسي مغربي  تم إخراجه من طرف نيكولا كلوتز " نيكولا كلوتز" عام 1993 وسيناريو أليزيبيت بيرسيفال Élisabeth Perceval انطلاقا من روايتي طفل الرمال والليلة المقدسة.

## النقد والاستقبال
رواية «طفل الرمال» (بالفرنسية: L’Enfant de sable) للكاتب المغربي الطاهر بن جلون حظيت منذ صدورها عام 1985 باستقبال نقدي واسع في المغرب والعالم الفرنكوفوني، حيث اعتبرها النقاد نصاً مفصلياً في مسار الأدب المغربي المكتوب بالفرنسية، لما تطرحه من مساءلة جريئة لقضايا الهوية والجندر والسلطة الأبوية عبر بناء حكائي يقوم على تعدد الأصوات والرواة. وقد أشاد العديد من الدارسين بقدرة الرواية على الجمع بين البعد الواقعي والبعد الرمزي، حيث تتحول قصة الطفلة التي أُجبرت على العيش كذكر إلى مرآة لتفكك البنى الاجتماعية والثقافية التقليدية. ونالت الرواية اهتماماً أكاديمياً خاصاً في الجامعات الأوروبية والأميركية، حيث قُرئت في سياق الأدب ما بعد الكولونيالي، بينما أثارت بعض النقاشات النقدية في المغرب حول تصويرها للمجتمع التقليدي وجرأة تناولها للتابوهات. وقد تُرجمت إلى لغات عدة، وأسست لشهرة الطاهر بن جلون العالمية، خاصة بعد تتويج أعماله اللاحقة بجوائز أدبية كبرى.

## روابط خارجية
- طفل الرمال على موقع الموسوعة البريطانية (الإنجليزية)